# ژان گیزیریان
ژان گیزیریان (ارمنی: Ժան Գիզիրեան؛ ۴ آوریل ۱۹۲۸ – ۲۶ فوریهٔ ۲۰۰۶) سرهنگ ارمنی‌تبار نیروهای مسلح ایالات متحده آمریکا که برای بیش از سه دهه در ارتش خدمت و در جنگ جهانی دوم، جنگ کره و جنگ ویتنام شرکت نمود.

## زندگینامه
در ۴ آوریل ۱۹۲۸ در ویتینسویل، ماساچوست به دنیا آمد و از فارغ التحصیل شد. وی برندهٔ جوایزی همچون نشان هوایی، ستاره نقره‌ای، و نشان ستاره برنزی شده‌است. وی در ۲۶ فوریهٔ ۲۰۰۶ در سن ۷۷ سالگی ملبورن، فلوریدا درگذشت و در گورستان ملی آرلینگتون به خاک سپرده شد.